# Joe Jacoby
Joseph Erwin Jacoby (nacido el 6 de julio de 1959 en Louisville, Kentucky) es un exjugador de fútbol americano. Jugó como liniero ofensivo en la National Football League para los Washington Redskins desde 1981 hasta su retiro en 1993. Ganó tres Super Bowls y cuatro campeonatos de la NFC durante su estadía.

## Historia
Jacoby comenzó como tackle ofensivo para Louisville de 1978 a 1980.  Después de terminar la universidad, Jacoby fue rechazado en el draft.  Firmó como un contrato como agente libre con los Redskins en 1981. Después de tener dificultades en el campamento de novato, Jacoby se embarcó en una carrera profesional envidiable (cuatro Super Bowls, de los cuales su equipo ganó tres, (XVII en 1983, XXII en 1988 y XXVI en 1992), aparte fue seleccionado a cuatro Pro Bowls de manera consecutiva de 1983 a 1986.
Junto con Jeff Bostic, Mark May, George Starke y Russ Grimm, Jacoby fue miembro fundador de la renombrada línea ofensiva de Washington, de los años 80s y principios de los 90s, "Los Cerdos", siendo uno de los pilares de los años de gloria de los Redskins durante la primera era de Joe Gibbs en Washington
Jacoby fue el bloqueador principal en el famoso touchdown de John Riggins con el cual aseguraron la victoria de los Redskins sobre Miami en el Super Bowl XVII en 1983. En ese juego, los Redskins impusieron lo que en ese momento fue un récord para Super Bowl de más yardas conseguidas por tierra con 276.  Los Cerdos ayudaron a los Redskins a romper ese récord cinco años después en el Super Bowl XXII, en el cual Washington arrolló a los Denver Broncos con 280 yardas totales por acarreos en el segundo de los tres campeonatos que conseguirían los Redskins.
Un año después de que los Redskins ganaron su tercer Super Bowl en 1992, Jacoby se retiró. Jacoby es el actual coordinador asistente en la Shenandoah University en Winchester, Virginia.